# Michaił Zimin
Michaił Nikołajewicz Zimin (ros. Михаил Николаевич Зимин; ur. 1930, zm. 1991 w Moskwie) – radziecki aktor filmowy, teatralny i głosowy. Ludowy Artysta ZSRR (1991). 
Od 1954 (z przerwami) aktor MCHAT. A od 1984 roku występował na scenie Moskiewskiego Akademickiego Teatru Artystycznego im. Gorkiego. Znany z ról Bachiriewa (Bitwa w drodze Galiny Nikołajewa) oraz  Łopachina (Wiśniowy sad Antona Czechowa). Pochowany na Cmentarzu Wostriakowskim w Moskwie.

## Role w teatrze
- Bitwa w drodze Galiny Nikołajewa jako Bachiriew
- Wiśniowy sad Antona Czechowa jako Łopachin

## Wybrana filmografia

### Filmy fabularne
- 1977: Biały Bim Czarne Ucho jako ojciec Tolika[2]

### Filmy animowane
- 1984: Bajka o carze Sałtanie[3] jako Car Sałtan (głos)

## Odznaczenia
- Ludowy Artysta ZSRR (1991)
- Ludowy Artysta RFSRR (1974)[4]
- Zasłużony Artysta RFSRR (1967)